# Dicranella subsubulata
Dicranella subsubulata är en bladmossart som beskrevs av Georg Friedrich von Jaeger 1872. Dicranella subsubulata ingår i släktet jordmossor, och familjen Dicranaceae. Inga underarter finns listade i Catalogue of Life.